# Svet kompjutera
Svet kompjutera – serbski magazyn poświęcony tematyce komputerowej. Został założony w 1984 roku.
Periodyk jest wydawany raz w miesiącu w Belgradzie. Według danych z 2004 roku jego nakład wynosi 26 tys. egzemplarzy.
Wydawcą czasopisma jest firma Politika a.d.